# عشرت أباد (نائين)
عشرت‌ أباد هي قرية في مقاطعة نائين، إيران. عدد سكان هذه القرية هو 88 في سنة 2006.